# Trsteno
Trsteno (in italiano Cannosa) è un quartiere della città croata di Ragusa.
La località è nota per il famoso arboreto creato dalla famiglia Gozze.